# 波号第百四潜水艦
波号第百四潜水艦（はごうだいひゃくよんせんすいかん）は、日本海軍の潜水艦。波百一型潜水艦の4番艦。太平洋戦争を生き延び、戦後海没処分された。

## 艦歴
マル戦計画の輸送潜水艦小型、第4601号艦型の4番艦、仮称艦名第4604号艦として計画。1944年7月1日、三菱重工業神戸造船所で建造番号749番船として仮称艦名第4606号艦と同時に起工。8月25日、波号第百四潜水艦と命名されて波百一型潜水艦の4番艦に定められ、本籍を呉鎮守府と仮定。9月30日、進水。10月7日、艤装員事務所を三菱神戸造船所内に設置し事務を開始。
12月1日竣工し、艤装員事務所を撤去。本籍を呉鎮守府に定められ、第六艦隊第十一潜水戦隊に編入。同日、伊予灘へ向け神戸発。3日から20日まで、伊予灘で訓練に従事。20日呉に帰投して整備を行う。28日から伊予灘で訓練を再開。
1945年1月7日、別府湾に帰投。9日から19日まで伊予灘で訓練に従事。19日呉に帰投し整備を行い、31日から2月4日まで伊予灘で訓練に従事。
2月5日、第六艦隊第七潜水戦隊に編入。横須賀へ回航。軍隊区分先遣部隊第七潜水部隊に配置され、偵察と哨戒に従事。
3月20日、第七潜水戦隊が解隊され、第六艦隊隷下に新編された第十六潜水隊に編入。
5月5日から8日まで、横須賀で輸送物件の積載と出動訓練を行う。10日、南鳥島に対する輸送のため糧食約31.6トン、その他の物資約0.5トン、計約32.2トンを積載して横須賀発。日中は潜航し、夜間は浮上航行を行う。南鳥島は連日、アメリカ軍機や浮上潜水艦による偵察を受けていたが22日にはそれらが無く、本艦は22日夜、南鳥島に入港して1時間で揚塔を終え、現地の遺骨90柱や郵便物などを収容し、同日南鳥島発。6月1日、横須賀に帰投した。
6月、本艦をガソリン輸送潜水艦とすることが決定される。
終戦時は横須賀に所在。9月15日除籍。本艦は1945年10月に清水沖でアメリカ海軍により海没処分されたとするのが定説だが、同年12月8日に横須賀でアメリカ軍により撮影された写真が複数存在するため、最期の状況は不明瞭である。

## 潜水艦長
艤装員長
1. 古賀甚作 大尉：1944年10月14日 - 1944年12月1日

潜水艦長
1. 古賀甚作 大尉：1944年12月1日 - 1945年7月14日
2. 黒田万左留 大尉：1945年7月14日 - 1945年9月15日[注釈 3]